# アイデアル (洋傘メーカー)
アイデアルとは、かつて日本に存在した洋傘メーカー。商号は、株式会社アイデアル（IDEAL CO., LTD.）。本社は、東京都台東区三筋一丁目。
コメディアン植木等出演のテレビCMと「なんである、アイデアル」のキャッチコピーで知られた。

## 歴史・概要
1936年、現在の東京都葛飾区四つ木で洋傘骨メーカー「丸定商店」として村田啓一（1912年生まれ）により創業。戦後、プロレス中継で見た関節技を参考にして、傘骨にスプリングを付けた折り畳み傘を発売し、売り上げを増加させた。
1952年6月、「株式会社丸定商店」として法人化。
1963年9月から信和クリエイティブ制作による、植木出演による5秒のテレビCMを放映開始し、知名度を上げていく（1965年8月まで放送）。また、プロ野球球団ロッテ・オリオンズの本拠地球場である東京スタジアムのスコアボードにも上記キャッチコピーの入った広告を掲示した。
1990年8月、新たに株式会社アイデアルを設立し、丸定商店の事業を引き継いだ。また、創業から2代目の社長である村田政雄が当時手掛けた信和クリエイティブのスタッフに声をかけ、深夜早朝限定ながら25年ぶりに当時と同じく植木を出演させたテレビCMを制作・放映した。
1999年、公式サイト「なんであるアイデアルホームページ」を開設（翌2000年2月より、自社サーバー「www.kasa.co.jp」に新ウェブサイトを開設）。
2006年、安価な外国製の傘の流入などの影響もあり売り上げは低迷（1991年8月期の約24億円をピークとし、前年8月期には約5億円まで減少）し、6月9日に事業停止、自己破産を申請した。
2017年現在、倒産した洋傘メーカーの社名を踏襲して現在は貸しビルとなっている。

## 製造・販売していた傘
- ポロクラブ アンブレラ（1999年より、ポロクラブとの契約締結により発売開始）
- 「ロベルタ・ディ・カメリーノ」ブランドの傘
- 「YUMIKO HANAI」ブランドの傘（2006年発売）

## 関連書籍
- 傘骨つくって四十年 アイデアル・村田啓一の歩み

1966年、叢文社発行。著：白水胖。国立国会図書館の所蔵情報